# فيرونيكا تقرر أن تموت (كتاب)
فيرونيكا تقرر ان تموت رواية من أعمال باولو كويلو صدرت عام 1998، وهي تدور عن قضية الاستمتاع بالعواطف، وقد استوحاها من تجربته الشخصية في المستشفيات الأمراض العقلية التي سبق ودخلها أكثر من مرة.

## ملخص القصة
تدور القصة حول فيرونيكا الشابة التي عمرها 24 عام، وتقيم في لوبلانا في سلوفينيا، والتي لديها كل متع الحياة، ولكنها تقرر الانتحار بتناولها لكمية كبيرة من الأقراص المنومة، مودعة روتينها الممل. وأثناء انتظارها الموت قررت قراءة مجلة، وجدت فيها مقالة بعنوان «أين تقع سلوفينيا؟»، فقررت أن تكتب رسالة إلى المجلة لتدعي أن انتحارها، كان بسبب أن الناس لا تعرف أين سلوفينيا. فشلت خطتها، لتستيقظ في مستشفى للأمراض العقلية في سلوفينيا، حيث قيل لها ان لديها أسبوع واحد للعيش.
وجودها هناك أثر على جميع المرضى في مستشفى للأمراض العقلية، وخاصة «زيدكا»، التي تعاني من الاكتئاب، و«ماري» التي تعاني من الخوف المرضي، و«إدوارد» الذي يعاني من الفصام، والذي يقع في حب فيرونيكا. وخلال وجودها في المستشفى أدركت أنه ليس لديها ما تخسره، ويمكنها أن تفعل ما تريد، وتقول ما تريد دون أن تنتظر آراء الآخرين.

## ملخص من الرواية
يطرح باولو كويلو في هذه الرواية أسئلة جوهرية يردّدها الملايين من الناس يومياً: «ماذا أفعل في حياتي هذه؟ ولماذا أستمر في العيش؟».
فيرونيكا: فتاة شابة في الرابعة والعشرين من العمر، تملك كلّ ما يمكن أن تتمناه: الصبا والجمال، العشاق الوسيمين، الوظيفة المريحة، العائلة المُحبّة. غير أن ثمة فراغاً عميقاً بداخلها، يتعذّر ملؤه. لذلك قررت أن تموت انتحاراً في الحادي عشر من نوفمبر من العام 1997، فتناولت حبوباً منوّمة، متوقّعة ألا تستفيق أبداً من بعدها.
تُصعق فيرونيكا، عندما تفتح عينيها في مستشفى للأمراض العقلية، حيث يبلغونها أنها نجت من الجرعة القاتلة، لكن قلبها أصيب بضرر مميت، ولن تعيش سوى أيام معدودة.
بعد هذه الحادثة، توغل الرواية عميقاً في وصف الحياة التي عاشتها فيرونيكا، وهي تعتقد أنها ستكون آخر أيام لها في الحياة. خلال هذه الفترة، تكتشف فيرونيكا ذاتها، وتعيش مشاعر لم تكن تسمح لنفسها يوماً أن تتملكها: الضغينة، الخوف، الفضول، الحب، الرغبة. وتكتشف، أيضاً، أن كل لحظة من لحظات وجودها هي خيار بين الحياة والموت، إلى أن تغدو في آخر لحظاتها، أكثر إقبالاً على الحياة من أي وقت مضى.
في هذه الرواية، يقودنا باولو كويلو في رحلة للبحث عمّا تعني ثقافة تحجب نورها ظلال القلق والروتين الموهن.
وفيما هو يشكّك في معنى الجنون، نراه يمجّد الفرد الذي يضيق به ما يعتبره المجتمع أنماطاً سوية. إنها صورة مؤثّرة لامرأة شابة تقف عند مفترق اليأس والتحرّر؛ يغمرها، بشاعرية مُفعمة بالحيوية، الإحساس بأن كل يوم آخر، هو فرصة متجددة للحياة.

## اقتباسات من الرواية
- كانت متعالية على الأشياء الصغيرة وكأنها تحاول أن تثبت لنفسها كم هي قوية وغير مكترثة في حين كانت في الواقع امرأه هشة
- الحياة لعبة

عنيفة هاذية. الحياة هي أن ترمى بنفسك من مظلة وأن تجازف، ان تسقط وتنهض من
كبوتك الحياة. الحياة هي هي أن تتسلق الجبال لتحاكى الرغبة في تسلق قمة النفس، وان
لم تتوصل إلى ذلك، فعليك أن تعيش قانعا ذليلا
- إن كلا منا فريد، يملك صفاته الخاصة، وغرائزه، وأنواعا من اللذة يستمتع بها، ورغبة في خوض المغامرات. غير أن المجتمع يفرض علينا دوما طريقة جماعية في السلوك، ولا يكف الناس يتساءلون لما عليهم التصرف على هذا النحو. هم يتقبلون ذلك بكل بساطة
- حتى إذا سمحوا لها أن تمارس ما يحلو لها من جنون، فلن تعلم من أين تبدأ. ذلك أنها لم تتصرف يوما بجنون

## وصلات خارجية
- آراء القراء حول رواية فيرونيكا تقرر أن تموت  على موقع أبجد
- صفحة رواية فيرونيكا تقرر أن تموت على موقع [Goodreads]]